# Freshta Kohistani
Pour les articles homonymes, voir Kohistani.
Freshta Kohistani, née en 1991 et morte assassinée le 24 décembre 2020 à l'âge de 29 ans, est une personnalité afghane tadjike, militante des droits de la femme et militante pro-démocratie.

## Biographie
Kohistani  organise fréquemment des événements dans la capitale afghane, Kaboul, pour défendre les droits des femmes en Afghanistan. Elle  utilise également les médias sociaux comme plate-forme pour son message et est suivie par un large public.
Alors qu'elle avait demandé la protection des autorités après avoir reçu des menaces, le 24 décembre 2020, deux hommes armés inconnus circulant à moto l'exécutent devant sa maison dans une attaque au cours de laquelle son frère est également tué,,. Les assassins parviennent à s'enfuir.
Freshta Kohistani, qui était âgée de 29 ans et qui vivait dans le district de Hesa Awal Kohistan dans la province afghane de Kapissa, était mariée et mère d'un enfant.
Le meurtre n'est pas revendiqué mais les autorités pensent qu'il fait probablement partie de la série d'assassinats terroristes ciblés. Dans les jours et les semaines précédents, de nombreuses attaques similaires ont été perpétrées à l'encontre de militants des droits civiques, de politiciens et de journalistes de haut rang qui étaient en opposition aux talibans.